# Єремеєв Віталій Михайлович
Віталій Михайлович Єремеєв (рос. Виталий Михайлович Еремеев; 23 вересня 1975, м. Усть-Каменогорськ, СРСР) — казахський хокеїст, воротар. 
Виступав за «Торпедо» (Усть-Каменогорськ), ЦСКА (Москва), «Торпедо» (Ярославль), «Гартфорд Вульф-Пек» (АХЛ), «Шарлотт Чекерс» (ECHL), «Нью-Йорк Рейнджерс», «Динамо» (Москва), «Барис» (Астана).
В чемпіонатах НХЛ — 4 матчі.
У складі національної збірної Казахстану учасник зимових Олімпійських ігор 1998 і 2006, учасник чемпіонатів світу 1994 (група C), 1995 (група C), 1997 (група B), 1999 (група B), 2000 (група B), 2004, 2010, 2011 (дивізіон I) і 2012. 
Досягнення
- Чемпіон Росії (2002, 2005)
- Володар Кубка європейських чемпіонів (2006).